# یدید تری‌متیل‌سیلیل
یدید تری‌متیل‌سیلیل (به انگلیسی: Trimethylsilyl iodide)  یک ترکیب شیمیایی با شناسه پاب‌کم ۸۵۲۴۷ است. 